# Za dom spremni

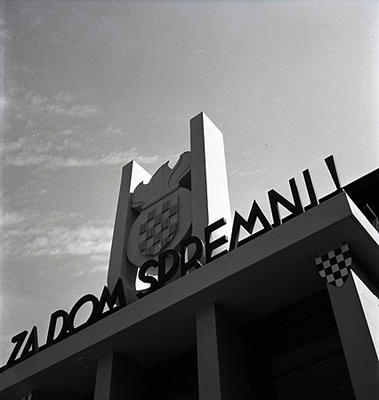
Entrada de "Zagrebački zbor" em 1942, serviu como um campo de trânsito durante a existência de NDH

Za dom spremni! ( "Pela casa (pátria) - pronto!") Foi uma saudação usada durante a Segunda Guerra Mundial pelo movimento fascista croata, Ustaše. Era o equivalente a saudação fascista ou nazista "Sieg heil".   